# Rejnoci
Rejnoci (Batoidea) jsou nadřád příčnoústých paryb, zahrnující přes 660 druhů zařazených ve 13 čeledích. Jako rejnoci se také označují zástupci řádu Rajiformes, tedy praví rejnoci. Všichni jsou blízce příbuzní žralokům. Společně patří mezi již zmiňované paryby, pro něž je typická chrupavčitá kostra. I proto existuje jen málo fosilních záznamů.
Jedná se o velmi archaické jedince. První důkazy o jejich existenci nacházejí paleontologové v usazeninách vzniklých před 150 milióny let.

## Stavba těla
Rejnoci mají kosočtverečné zploštělé tělo, což jim umožňuje splynout se dnem, číhat na kořist a ukrýt se před dravci. Některé druhy (parejnok elektrický, rejnok ostnatý) jsou schopny vydávat silné elektrické výboje – jejich elektroplaxy fungují jako fyziologický elektrický zdroj. Jiné druhy jsou vybaveny jedovým ostnem. Jejich párové ploutve srůstají a tvoří lem těla, hřbetní a ocasní ploutve zakrňují. Zašpičatělý okraj prsních ploutví tvoří křídla, ocas některých druhů je protažen v bičíkovitý výběžek. Na spodní straně těla je 5 žaberních štěrbin, čichové jamky a ústa.
Avšak ne všichni rejnoci mají takovou stavbu těla, výjimku tvoří pilouni a zástupci čeledě pilohřbetkovití.

### Velikost
Největším rejnokem je manta atlantská. Na šířku může dosahovat až 9 metrů. Naproti tomu nejmenší zástupce rejnoků měří okolo 10cm a váží nejvýše půl kila.

## Způsob života
Rejnoci jsou dobří plavci, mnoho z nich je ale přizpůsobeno životu na dně. Jsou to noční živočichové, den tráví zahrabaní v písku. Potravu si hledají u dna. Parejnok elektrický používá k lovu elektrické výboje, piloun rypcem rozrývá dno a plaší drobné živočichy.
Rejnok manta, obří rejnok žijící na volném moři, se živí planktonem.

### Rozmnožování
Oplození je vnitřní, naprostá většina rejnoků je ovoviviparní, výjimku tvoří čeleď rejnokovití, kteří snášejí hranatá kožnatá vejce.

## Pohyb
Velmi podobný letu ptáka. Proto jsou prsní ploutve často nazývány jako „křídla“.

## Rozšíření
Většina rejnoků žije na mořském dně, existují ale i sladkovodní druhy. Žijí v pobřežních vodách po celém světě, některé druhy jsou hlubinné, manty žijí na otevřeném moři.
Trnuchy, které mají na kořeni ocasu tvrdý trn (v ohrožení jím mohou způsobit nepříjemné zranění, nebo zabít), sladkovodní žijí v povodí Amazonky.
Obecně platí, že skupina s jedovými trny je druhově rozmanitější v tropech, zatímco ostatní druhy se vyskytují spíše ve vodách mírného pásma.

## Systém rejnoků
Klasifikace rejnoků není dosud ujasněná. Někteří vědci navrhují zařadit všechny rejnoky do jednoho řádu, Rajiformes, někdy se nadřád dělí do tří řádů, nebo dokonce do pěti nebo i šesti řádů.
- řád praví rejnoci (Rajiformes)
  - čeleď Anacanthobatidae
  - čeleď trnuchovití (Dasyatidae)
  - čeleď křídlounovití (Gymnuridae)
  - čeleď šestižábrovcovití (Hexatrygonidae)
  - čeleď mantovití (Myliobatidae)
  - čeleď hlubinářovití (Plesiobatidae)
  - čeleď Potamotrygonidae
  - čeleď rejnokovití (Rajidae)
  - čeleď pilohřbetkovití (Rhinobatidae)
  - čeleď tlustoocaskovití (Urolophidae)

- řád pilouni (Pristiformes)
  - čeleď pilounovití (Pristidae)

- řád parejnoci (Torpediniformes)
  - čeleď narcinovití (Narcinidae)
  - čeleď parejnokovití (Torpedinidae)

Sibovití se někdy řadí do vlastního řádu Myliobatiformes, stejně tak pilohřbetkovití, pro které byl vytvořen zvláštní řád Rhinobatiformes, který se navíc může rozdělit na další dva řády, Rhynchobatiformes a Rhiniformes.